# Jogo de combate de veículos
Jogo de combate de veículos (também conhecido como jogo de combate veicular ou jogo de combate de carros), tipicamente, são vídeojogos onde o jogador dispõe de veículos armados com metralhadoras, mísseis, coquetéis molotov, bombas, granadas, e outras armas improvisadas, tem como objetivo principal destruir outros veículos controlados pela CPU do jogo ou jogadores adversários. O gênero normalmente conta com uma variedade de diferentes veículos disponíveis para jogar, cada um com seus pontos fortes e fracos e habilidades especiais. Os jogadores também podem desbloquear veículos secretos completando certas tarefas no jogo. Tradicionalmente, jogos de combate veicular focam em ação de ritmo acelerado, raramente, se acontecer, envolvendo elementos de RPG ou de outros gêneros. Esses jogos também podem incluir características de corrida, mas isso fica em segundo plano.

## Exemplos de jogos
- 187 Ride or Die (2005)
- Série Carmageddon (1997)[1]
- Crash Tag Team Racing (2005)
- Death Rally (1996, 2009)
- Série Destruction Derby (1995, 96)
- D.I.P.R.I.P.
- Série FlatOut (2004, 2006, 2007)
- Série Full Auto
  - Full Auto (2006)
  - Full Auto 2: Battlelines (2006, 2007)
- Hard Truck: Apocalypse (2006)
- Série Interstate
  - Interstate '76 (1997)
  - Interstate '82 (1999)
- Jak X: Combat Racing (2005)
- Lego Racers 2 (2001, 2002)
- Mario Kart, com os personagens usuais da Nintendo. (1992-2008)
- Série Mashed (2004)
- Série MegaRace
  - MegaRace (1994)
  - MegaRace 2 (1996)
- Série Pursuit Force
  - Pursuit Force (2005, 2006)
  - Pursuit Force: Extreme Justice (2007, 2008)
  - Road Warrior
- Re-Volt (1999)
- RoadBlasters (1987)[2]
- RoadKill (2003)
- Rock N' Roll Racing (1993)
- Série Spy Hunter (1983)
- Starsky & Hutch (2003)
- Série Twisted Metal (1995-2008)[3]
- VCL Presents: Motor Mayhem
- Série Vigilante 8 (1998, 1999)
- WWE Crush Hour  (2003)

## Jogos de corridas de Kart com modo de batalha
Modos de batalha para jogos de  kart tem batalhas de personagens influenciadas por modo  Deathmatch, com armas de karts usados no modo. A série Mario Kart demonstra esse tipo de modo.

### SérieMario Kart
- Super Mario Kart
- Mario Kart 64
- Mario Kart: Super Circuit
- Mario Kart: Double Dash!!
- Mario Kart DS
- Mario Kart Wii
- Mario Kart 7
- Mario Kart 8

### Série Crash Kart
- Crash Team Racing
- Crash Nitro Kart
- Crash Tag Team Racing

### Outros jogos de kart com modo de batalha
- Diddy Kong Racing
- Sonic & All-Stars Racing Transformed
- Sonic & Sega All-Stars Racing
- Speed Punks
- Wacky Races
- Wacky Wheels